# كود ميستكس
كود ميستكس (بالإنجليزية: Code Mystics)‏، هي شركة تطوير ألعاب فيديو، أسست عام 2009 في فانكوفر بكندا، قامت بإعادة إصدار ألعاب الفيديو الكلاسيكية، التي طورتها ونشرتها شركة إس إن كي سابقا.